# Usher
Usher, właśc. Usher Terry Raymond IV (ur. 14 października 1978) – amerykański wokalista, tancerz oraz aktor, uważany za współczesnego króla muzyki R&B. Popularność Ushera zapoczątkowana została pod koniec lat 90., wraz z premierą drugiego albumu, My Way i utworu „Nice and Slow”, który uplasował się na szczycie listy Billboard Hot 100. Z następnej płyty artysty, 8701, pochodziły kolejne single numer jeden w Stanach Zjednoczonych: „U Remind Me” i „U Got It Bad”. Każdy z tych albumów rozszedł się w ponad 8 milionach egzemplarzy na całym świecie, czyniąc Ushera jednym z najlepiej sprzedających się artystów R&B lat 90.
Usher kontynuował swój sukces wydaną w 2004 roku płytą Confessions, która w samych Stanach Zjednoczonych znalazła ponad 10 milionów nabywców i w następstwie uzyskała status diamentowego albumu według RIAA. Światowa sprzedaż Confessions przekroczyła 20 milionów kopii, dzięki czemu wyróżniany jest jako jeden z najlepiej sprzedających się albumów w historii. Dzięki Confessions Usher ustanowił również rekord Billboardu, jako że cztery single z albumu: „Yeah!”, „Burn”, „Confessions Part II” oraz „My Boo” kolejno zastępowały się nawzajem na pierwszej pozycji listy Hot 100; wyczyn ten nie udał się żadnemu innemu artyście.
W 2008 roku ukazała się następna płyta Ushera, Here I Stand, która do tej pory rozeszła się na świecie w ponad 5 milionach kopii. Wśród promujących ją singli był między innymi „Love in This Club”, który dotarł do 1. miejsca Billboard Hot 100. W 2010 roku premierę miał Raymond v. Raymond – szósty album studyjny artysty, a zarazem jego trzecia płyta, która zadebiutowała na szczycie Billboard 200. Z Raymond v. Raymond, który uzyskał status platynowego albumu według RIAA, pochodził utwór „OMG”. Stał się on dziewiątym singlem w karierze wokalisty, który uplasował się na 1. miejscu Hot 100. Dzięki temu, Usher został jednym z zaledwie czterech artystów w historii, których piosenki zdołały dotrzeć do szczytu listy w trzech kolejnych dekadach.
RIAA wyróżnia Ushera jako jednego z artystów mających najlepsze wyniki sprzedaży w historii rynku amerykańskiego, jako że wszystkie jego albumy rozeszły się w Stanach Zjednoczonych w nakładzie ponad 23 milionów egzemplarzy. Całkowita sprzedaż wydawnictw Ushera na świecie wynosi natomiast ponad 65 milionów kopii. Ponadto w dorobku Ushera znajdują się liczne nagrody, a wśród nich między innymi siedem statuetek Grammy, sześć American Music Awards i dwadzieścia dwie Billboard Music Awards. W 2008 roku magazyn Billboard umieścił Ushera na 21. miejscu zestawienia najpopularniejszych artystów listy Hot 100 w historii, a także na 1. miejscu zestawienia najpopularniejszych artystów listy Hot 100 w dekadzie 00. XXI wieku. Billboard wyróżnił poza tym Ushera jako najpopularniejszego artystę tej samej dekady, zaś albumowi Confessions przyznał tytuł najpopularniejszej płyty solowej tegoż okresu.

## Wczesne życie
Usher urodził się w Dallas, w stanie Teksas jako syn Jonetty Patton oraz Ushera Raymonda III. Większość dzieciństwa spędził on jednak w Chattanoodze, w stanie Tennessee. Gdy Usher miał rok, ojciec opuścił rodzinę; wokalista dorastał wychowywany przez matkę oraz ojczyma, a w 1984 roku narodził się jego brat przyrodni, James Lackey. Dziewięcioletni Usher, zgodnie z zaleceniami matki, dołączył do chóru lokalnego kościoła w Chattanoodze. Dzięki temu, jego babcia odkryła w nim talent wokalny. Wierząc, że duże miasto stwarza większe możliwości dla rozwoju jego umiejętności, rodzina przeprowadziła się do Atlanty. Na miejscu Usher zaczął uczęszczać do North Springs High School.

## Kariera

### 1987–1992: muzyczne początki
W wieku 11 lat Usher dołączył do kwintetu NuBeginnings. W 1991 roku wraz z grupą nagrał 10 piosenek, które w wydane zostały na albumie Nubeginning Featuring Usher Raymond IV, dostępnym wyłącznie lokalnie i poprzez sprzedaż wysyłkową. Niedługo po tym matka Ushera zakończyła jego współpracę z NuBeginnings, ponieważ, według niej, była „złym doświadczeniem”.

### 1993–1996:Usher
Ukończywszy 13 lat, Usher próbował swoich sił w programie dla muzycznych talentów Star Search, gdzie wypatrzony został przez reprezentanta LaFace Records. Wytwórnia zaangażowała specjalne przesłuchanie przed L.A. Reidem, współzałożycielem LaFace Records; w jego wyniku Usher podpisał kontrakt z wytwórnią. Matka Ushera porzuciła pracę technika medycznego, by zająć się karierą syna. Dopiero w maju 2007 roku przestała pełnić funkcję jego menedżera. Artysta został przedstawiony szerokiej publiczności za pośrednictwem piosenki „Call Me a Mack”, którą nagrał w 1993 roku na ścieżkę dźwiękową filmu Poetic Justice.
30 sierpnia 1994 roku, nakładem LaFace, ukazał się debiutancki album wokalisty, zatytułowany Usher. Kilka utworów z płyty wyprodukował Sean Combs, który był ponadto jednym z jej producentów wykonawczych. Usher uplasował się na 25. miejscu listy Billboard Top R&B/Hip-Hop Albums i promowany był przez trzy single: „Can U Get Wit It”, „Think of You” oraz „The Many Ways”. Do dziś, album rozszedł się w ponad 500 tysiącach kopii w Stanach Zjednoczonych.
Po ukończeniu szkoły średniej, Usher zaczął pracować nad wszystkimi elementami, które towarzyszyły mu na scenie, a więc przede wszystkim tańcem, dając podłoże do prac nad swoim drugim albumem. W międzyczasie, w 1995 roku nagrał w duecie z wokalistką Monicą utwór „Let’s Straighten It Out”, a także, już samodzielnie, piosenkę „Dreamin'”, wydaną przez LaFace Records na płycie Rhythm of the Games, która ukazała się z okazji Letnich Igrzysk Olimpijskich 1996. Ponadto Usher nagrał również utwór „I Swear I’m in Love”, wydany w 1996 roku na ścieżce dźwiękowej filmu Kazaam.

### 1997–2003:My Wayoraz8701
Usher kontynuował wieloletnią przyjaźń z amerykańskim producentem Jermaine’em Duprim, z którym napisał, a następnie wyprodukował kilka piosenek na swój drugi album, My Way, wydany 16 września 1997 roku. Przewodni singel z płyty, „You Make Me Wanna”, jako pierwszy w karierze artysty, dotarł na szczyt brytyjskiej listy UK Singles Chart. „You Make Me Wanna” został także pierwszym utworem Ushera, który uzyskał złoty, a następnie platynowy status w Stanach Zjednoczonych. Drugi singel z My Way, „Nice & Slow”, w styczniu 1998 roku uplasował się na 1. pozycji Billboard Hot 100, stając się pierwszą piosenką Ushera, która tego dokonała. My Way rozszedł się w Stanach Zjednoczonych w ponad 6 milionach egzemplarzy, dzięki czemu uzyskał status sześciokrotnie platynowego albumu.
W 1999 roku ukazał się pierwszy album koncertowy Ushera, Live. Materiał zarejestrowany został podczas dwóch koncertów w Chattanoodze, a na scenie gościnnie pojawili się: Lil’ Kim, Jagged Edge, Trey Lorenz, Szanice, Twista i Manuel Seal. Album uzyskał status złotej płyty w Stanach Zjednoczonych za sprzedaż powyżej 500 tysięcy egzemplarzy.
Debiut aktorski Ushera nastąpił wraz z drugoplanową rolą w serialu telewizyjnym Moesha. Zaskutkowała ona pierwszą rolą na wielkim ekranie – w filmie Oni z 1998 roku. W kolejnych latach artysta kontynuował działalność aktorską, występując w operze mydlanej Moda na sukces, filmie telewizyjnym Disneya Geppetto i w obrazie Cała ona. W 1999 roku, po raz pierwszy w karierze, zagrał główną rolę w filmie Zbuntowana klasa.
Premiera trzeciego albumu studyjnego Ushera, oryginalnie zatytułowanego All About U, planowana była na początek 2001 roku. W celu jego promocji, ukazał się nawet pierwszy singel, „Pop Ya Collar”, który dotarł do 2. miejsca brytyjskiej listy przebojów, jednak w Stanach Zjednoczonych nie odniósł dużego sukcesu. W wyniku tego, data wydania płyty była wciąż przesuwana. W dodatku, w międzyczasie do Internetu wyciekło kilka utworów z All About U; sytuacja ta sprawiła, że podjęto decyzję o rewizji piosenek mających ukazać się na albumie. Ostatecznie, po zmianie nazwy na 8701, płyta wydana została 7 sierpnia 2001 roku (8.7.01). Dwa pierwsze single z albumu: „U Remind Me” i „U Got It Bad” uplasowały się na szczycie Billboard Hot 100, na którym spędziły kolejno – cztery oraz sześć tygodni. 8701 uzyskał status czterokrotnie platynowego albumu w Stanach Zjednoczonych.
W lutym 2002 roku Usher zdobył nagrodę Grammy w kategorii Best Male R&B Vocal Performance za utwór „U Remind Me”. Rok później wygrał tę samą statuetkę, tym razem za „U Don’t Have to Call”. Stał się on jednocześnie jednym z trzech artystów, obok Luthera Vandrossa i Steviego Wondera, którzy wygrywali nagrodę Grammy w tej kategorii przez dwa lata z rzędu. Usher rok 2002 zakończył gościnnymi występami w trzech serialach telewizyjnych: Strefa mroku, Siódme niebo oraz American Dreams (w którym wcielił się w rolę Marvina Gaye’a).

### 2004–2007:Confessions

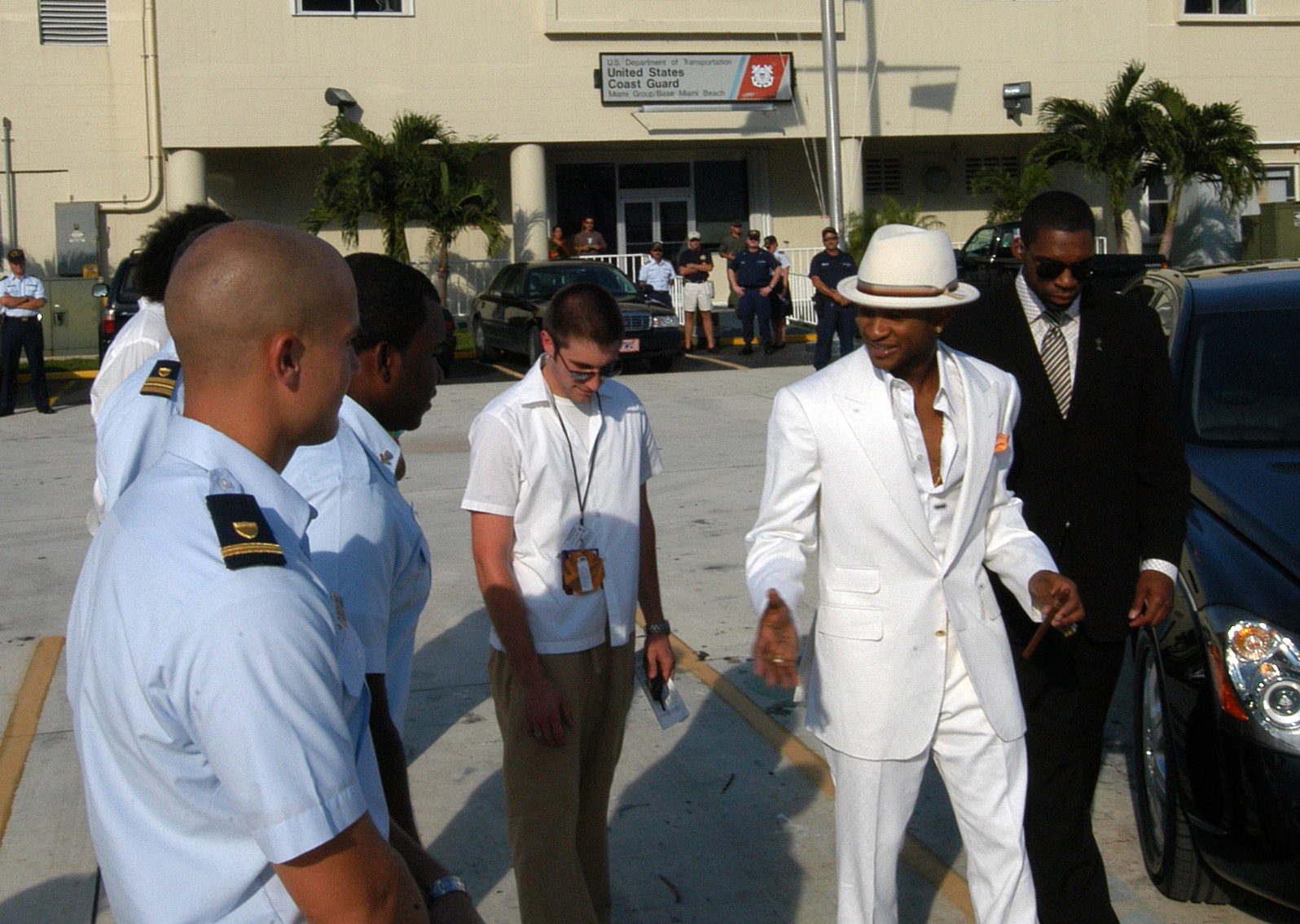
Usher po przylocie do Miami, by uczestniczyć w gali MTV Video Music Awards, w 2004 roku

Czwarty album studyjny Ushera, Confessions, miał premierę 23 marca 2004 roku – w dniu, w którym mijało dokładnie sześć tygodni, od kiedy jego przewodni singel, „Yeah!”, przebywał na szczycie Billboard Hot 100. W swoim pierwszym tygodniu na rynku, Confessions rozszedł się w niemalże 1,1 milionie egzemplarzy, co stanowiło najwyższą jednotygodniową sprzedaż spośród wszystkich artystów R&B wszech czasów oraz siódmą najwyższą jednotygodniową sprzedaż w historii Nielsen SoundScan. Do dziś album znalazł ponad 20 milionów nabywców na świecie, a w tym ponad 10 milionów w samych Stanach Zjednoczonych, dzięki czemu Confessions uzyskał status diamentowej płyty w tym kraju.
Kolejne single z albumu: „Burn”, „Confessions Part II” oraz „My Boo” (duet z Alicią Keys), również dotarły do 1. miejsc Billboard Hot 100. Tym samym Usher stał się pierwszym artystą w historii, którego cztery utwory nawzajem zastępowały się na szczycie listy.
Confessions przyniósł Usherowi liczne nagrody, a wśród nich m.in.: cztery American Music Awards, dwie MTV Europe Music Awards, dwie MTV Video Music Awards oraz trzy World Music Awards. Ponadto podczas 47. ceremonii wręczenia nagród Grammy w 2005 roku, wokalista zdobył trzy statuetki w kategoriach: R&B Performance by a Duo or Group With Vocals za „My Boo”; Rap/Sung Collaboration za „Yeah!”; i Contemporary R&B Album za Confessions. Z kolei w trakcie gali Billboard Music Awards w 2004 roku Usher uhonorowany został nagrodą dla artysty roku, a także dziesięcioma innymi wyróżnieniami.
Przez następne dwa lata Usher zajmował się przede wszystkim współpracą muzyczną z innymi artystami, a także przyjął dwie kolejne role aktorskie. Na początku 2005 roku nagrał z Lil Jonem utwór „Lovers & Friends”, który dotarł do 3. pozycji Billboard Hot 100. W 2007 roku gościnnie pojawił się w remiksie utworu „Ice Box” Omariona. W tym samym roku nagrał również piosenkę „Same Girl” z R. Kellym, a także „Shake Down” z Mary J. Blige.
W 2005 roku Usher zagrał główną rolę w filmie In the Mix. Natomiast 22 sierpnia 2006 roku artysta przyjął rolę Billy’ego Flynna w broadwayowskim musicalu Chicago.

### 2008–2009:Here I Stand

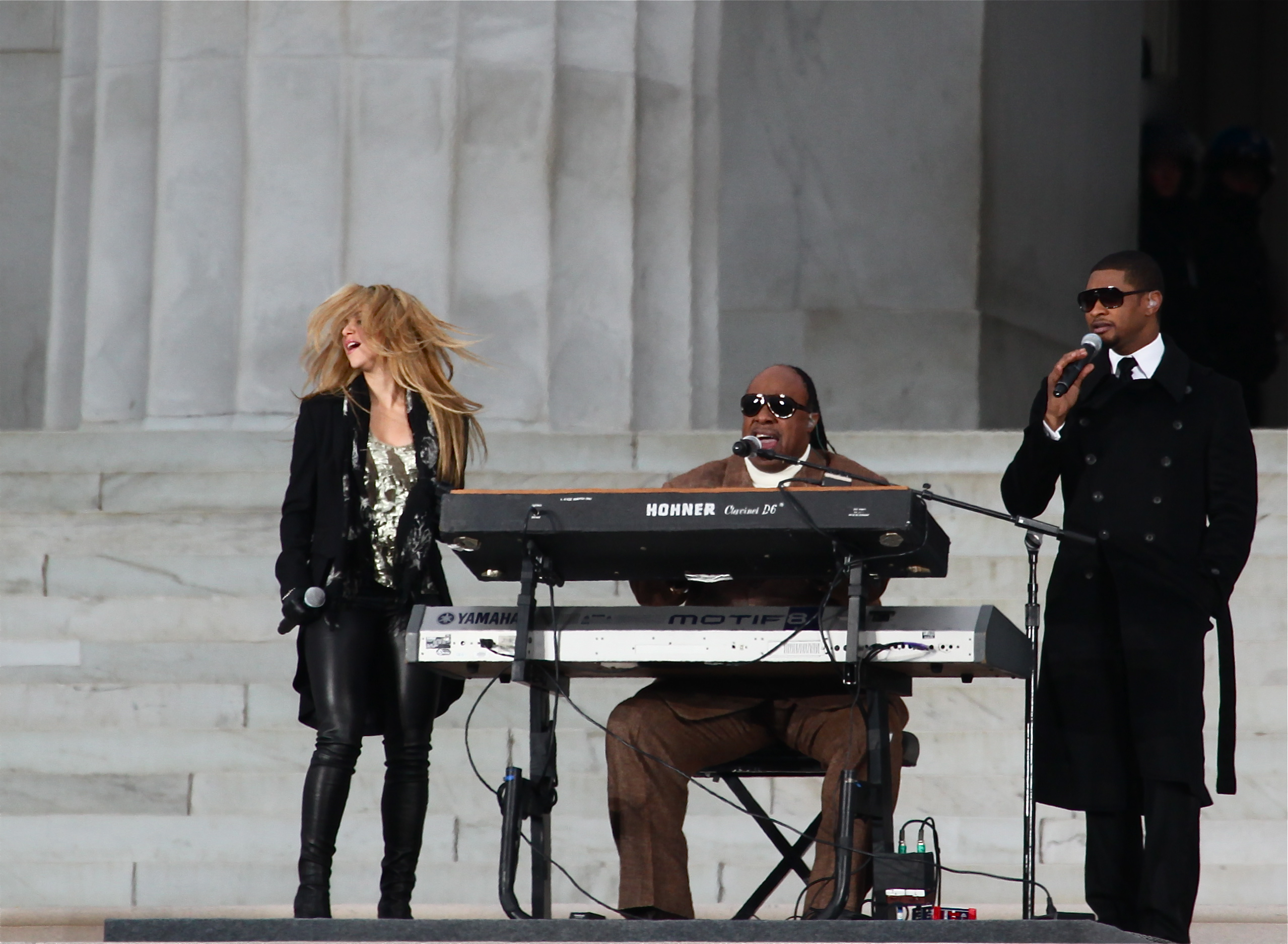
Usher występujący ze Steviem Wonderem oraz Shakirą podczas We Are One: The Obama Inaugural Celebration

Here I Stand miał premierę 13 maja 2008 roku i zadebiutował na szczycie Billboard 200, rozchodząc się w pierwszym tygodniu w 433 tysiącach egzemplarzy na terenie Stanów Zjednoczonych. Od tego czasu album znalazł ponad 5 milionów nabywców na całym świecie oraz ponad 1,5 miliona w samych Stanach Zjednoczonych, dzięki czemu uzyskał status platynowej płyty w tym kraju. Mimo relatywnie wysokiej sprzedaży, wielu krytyków uznało Here I Stand za komercyjne rozczarowanie w porównaniu do wyników osiągniętych przez Confessions. Z drugiej strony, album otrzymał w większości wysokie oceny recenzentów. Przewodnim singlem z Here I Stand był „Love in This Club”, który uplasował się na 1. miejscu Billboard Hot 100, na którym pozostawał przez trzy kolejne tygodnie. Kolejnymi singlami promującymi album były: „Love in This Club, Pt. II”, nagrany z udziałem Beyoncé Knowles i Lila Wayne’a, a także „Moving Mountains” oraz „Trading Places”. W listopadzie 2008 roku Usher wyruszył w 15-przystankową trasę koncertową One Night Stand, podczas której widownię stanowiły wyłącznie kobiety.
18 stycznia 2009 roku Usher, wraz ze Steviem Wonderem i Shakirą, zaśpiewał piosenkę „Higher Ground” podczas uroczystości We Are One: The Obama Inaugural Celebration z okazji inauguracji Baracka Obamy na stanowisko Prezydenta Stanów Zjednoczonych. Natomiast 7 lipca 2009 roku Usher wykonał utwór „Gone Too Soon” w ramach memoriału Michaela Jacksona.

### Od 2010:Raymond v. RaymondorazVersus

Usher podczas trasy koncertowej OMG Tour (2010)

Raymond v. Raymond miał premierę 26 marca 2010 roku i zadebiutował na szczycie Billboard 200, rozchodząc się w pierwszym tygodniu w 329 tysiącach egzemplarzy na terenie Stanów Zjednoczonych. W sumie album znalazł ponad 2 miliony nabywców na całym świecie i uzyskał platynowy status w Stanach Zjednoczonych. Pierwszym singlem promującym płytę był „Papers”, który dotarł do 1. miejsca listy Hot R&B/Hip-Hop Songs oraz 31. pozycji Billboard Hot 100. Piosenka opowiada o nieudanym związku Ushera z jego byłą żoną Tameką Foster, z którą rozstał się zaledwie kilka miesięcy przed wydaniem Raymond v. Raymond. Drugim singlem z albumu na arenie międzynarodowej był „Hey Daddy (Daddy’s Home)”, natomiast w Stanach Zjednoczonych „Lil Freak”.
Trzecim singlem promującym Raymond v. Raymond był „OMG”, nagrany z udziałem will.i.am. Piosenka okazała się dużym sukcesem komercyjnym, docierając do pierwszych miejsc list przebojów w Stanach Zjednoczonych, Wielkiej Brytanii, Australii, Nowej Zelandii i Irlandii. „OMG” stał się dziewiątym utworem Ushera, który uplasował się na szczycie Billboard Hot 100; dzięki temu Usher stał się czwartym artystą w historii, którego piosenki zajmowały 1. miejsca tegoż zestawienia w trzech kolejnych dekadach. Ponadto Usher został trzecim artystą w historii, który posiadał co najmniej jeden singel numer jeden ze wszystkich kolejnych pięciu albumów studyjnych.
24 sierpnia 2010 roku premierę miał minialbum Versus, stanowiący kontynuację Raymond v. Raymond. Usher opisał Versus jako „ostatni rozdział Raymond v. Raymond” i przyznał, że minialbum porusza kwestie związane z jego życiem – byciem „świeżo upieczonym” singlem oraz ojcostwem. Wśród dziewięciu piosenek z Versus, siedem stanowiły nowe ścieżki, zaś pozostałe dwie, to singel „There Goes My Baby” z Raymond v. Raymond oraz remiks utworu „Somebody to Love” Justina Biebera. Versus zadebiutował na 4. miejscu Billboard 200 i promowany był przez single: „DJ Got Us Fallin’ in Love” nagrany z Pitbullem, a także „Hot Tottie” nagrany z Jayem-Z.
12 września 2010 wystąpił na gali MTV Video Music Awards, a 21 listopada zaśpiewał na gali American Music Awards. 6 lutego 2011 roku pojawił się gościnnie w trakcie występu The Black Eyed Peas podczas Super Bowl XLV. 13 lutego 2011 wystąpił podczas 53. ceremonii rozdania nagród Grammy, na której odebrał dwie statuetki. W 2012 wydał album pt. Looking 4 Myself, nad którym jako producent pracował Rico Love, długoletni współpracownik Ushera. W jednym z wywiadów artysta wytłumaczył, że próbuje on stworzyć – i zaprezentować na płycie – nowy gatunek muzyczny, określany mianem „rewolucyjnego popu”, w którym łączy się różne gatunki, by otrzymać innowacyjne dźwięki
W latach 2013–2014 był trenerem w programie rozrywkowym The Voice. W 2016 wydał album pt. Hard II Love. W 2024 wydał pierwszy po ośmioletniej przerwie album pt. Coming Home. 11 lutego był główną gwiazdą muzyczną finału Super Bowl.

## Styl muzyczny
Usher śpiewa lżejszą wersją tenoru, zwaną tenore di grazia. Muzyka wokalisty to głównie R&B, ale śpiewa też muzykę pop, soul, hip-hop i dance. W albumach Raymond v. Raymond i Looking 4 Myself usłyszeć można także muzykę dance-pop oraz electropop. Muzyka Ushera często porusza tematy jego autobiografii z naciskiem na styl życia, związki i miłość.
Największą inspiracją Ushera jest Michael Jackson. Wokalista bardzo często naśladuje ruchy króla popu, m.in.: ślizga się na parkiecie i łapie się za krocze. Na koncercie Michael Jackson: 30th Anniversary Special, Usher miał przyjemność zatańczyć wspólnie z Jacksonem i wykonać z nim utwór „You Rock My World”. Innymi idolami Ushera są m.in.: Stevie Wonder, Marvin Gaye, Janet Jackson, Bobby Brown, R. Kelly i Luther Vandross.

## Inna działalność

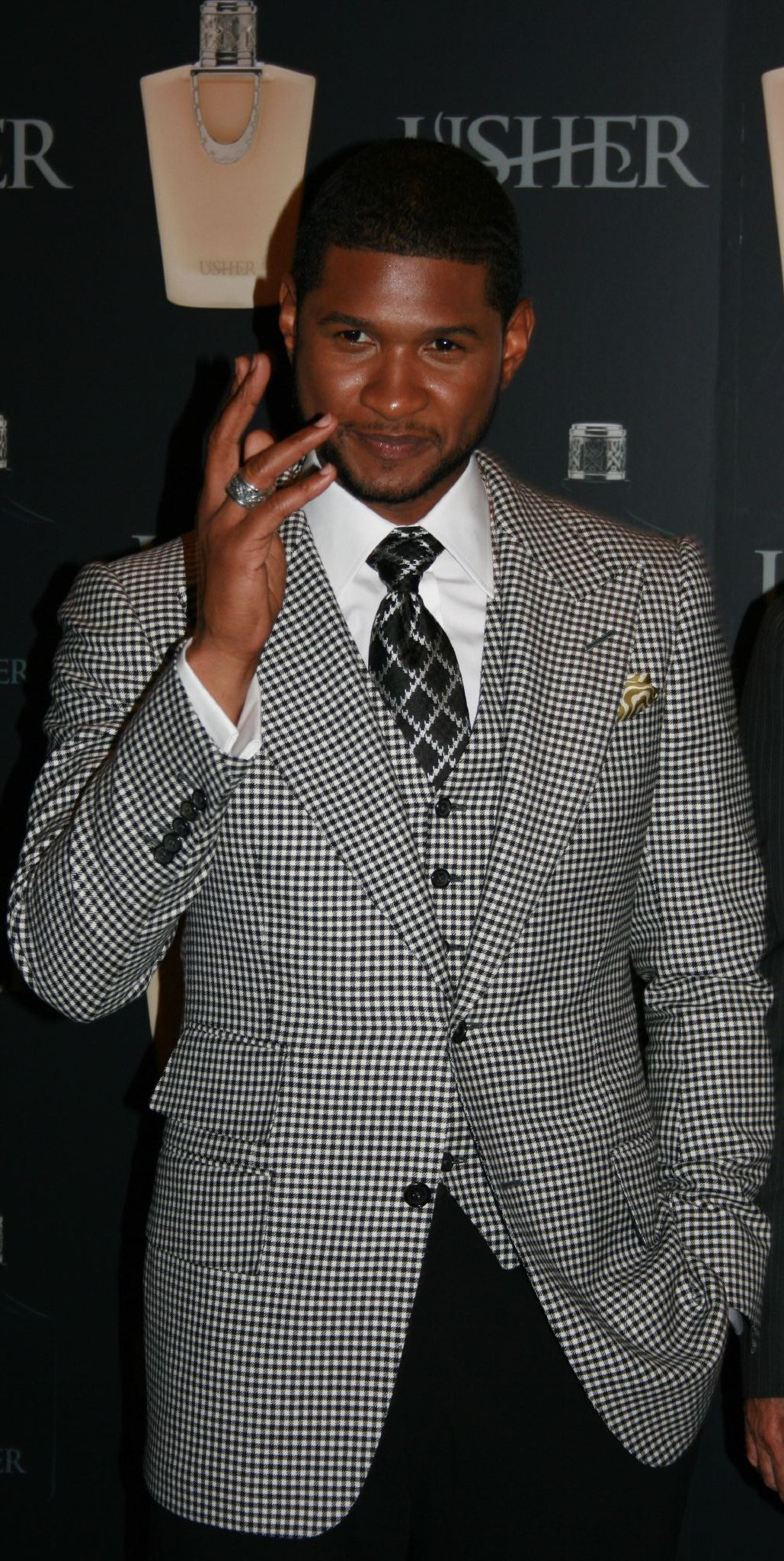
Usher podczas premiery własnych perfum w 2007 roku

Poza aktywnością muzyczną i filmową, Usher angażuje się również w działalność biznesową, która obejmuje między innymi udziały w kilku restauracjach.
W 2002 roku Usher założył własną wytwórnię płytową, US Records, podległą J Records, która z kolei dystrybuowana jest przez Sony BMG. Pierwszym wydawnictwem, które wydane zostało nakładem US Records była ścieżka dźwiękowa do filmu In the Mix. Za jej pośrednictwem szerokiej publiczności przedstawiono artystów związanych z wytwórnią, a więc między innymi Justina Biebera i Rico Love.
Usher posiada udziały własnościowe w drużynie NBA Cleveland Cavaliers. Nabył je jako członek grupy interesu, która wykupiła drużynę za kwotę ok. 375 milionów dolarów. Według EW, Usher stał się trzecim artystą popowym w historii, który posiada tak duże udziały w lidze NBA.
Raymond Braun Media Group, z którą kontrakt posiada Justin Bieber, to joint venture pomiędzy Usherem a menedżerem Biebera, Scooterem Braunem.

## Życie prywatne
W 2001 zaczął spotykać się z Rozondą „Chilli” Thomas, byłą członkinią zespołu TLC, z którą rozstał się w grudniu 2004. Thomas utrzymywała, że powodem rozstania były zdrady Ushera, czemu jednak wokalista zaprzeczył. We wrześniu 2004 umawiał się z angielską modelką Naomi Campbell. W styczniu 2007 oświadczył się stylistce Tamece Foster, którą poślubił 3 sierpnia tego samego roku podczas prywatnej ceremonii. Mają dwóch synów, Ushera Raymonda V (ur. 2007) i Naviyd Ely Raymond (ur. 2008). W czerwcu 2009 złożył w sądzie pozew o rozwód, w którym zaznaczył, że żył z żoną osobno od niemalże 12 miesięcy.
W styczniu 2008 został wegetarianinem, później przeszedł na weganizm z powodu problemów zdrowotnych. W kolejnych latach porzucił obie diety.

## Działalność filantropijna
Usher jest założycielem charytatywnej organizacji non-profit New Look, która powstała, by rozprzestrzeniać wśród młodych ludzi nowe spojrzenie na świat przede wszystkim drogą edukacji. Sztandarowy projekt organizacji, czyli obóz New Look, odbywał się od 11 do 23 lipca 2005 roku na Clark Atlanta University. W 2006 roku organizacja podjęła inicjatywę Our Block, która miała na celu odbudowę osiedli mieszkalnych w Nowym Orleanie. Część funduszy na ten cel pochodziła z zysku ze sprzedaży adresówek zwierzęcych „Love 4 Life”, które Usher zaprojektował we współpracy z Armani Exchange.
W 1999 roku Usher uczestniczył w charytatywnym meczu koszykówki „Challenge for the Children”, zorganizowanym przez zespół *NSYNC w kampusie Georgia State University. W 2005 roku wokalista wystąpił podczas koncertu na rzecz ofiar huraganu Katrina. Usher pojawił się również w kampanii programu Do Something, który miał na celu zachęcenie młodych osób do aktywności społeczno-politycznej.

## Dyskografia
- Usher (1994)
- My Way (1997)
- 8701 (2001)
- Confessions (2004)
- Here I Stand (2008)
- Raymond v. Raymond (2010)
- Looking 4 Myself (2012)

## Filmografia
- Moesha jako Jeremy (1997–1998)
- Moda na sukces (1998)
- Oni (1998)
- Cała ona (1999)
- Zbuntowana klasa (1999)
- Geppetto (2000)
- Strażnicy Teksasu (2001)
- W Wirze (2005)
- Pan i pani Kiler (2010)
- Justin Bieber: Never Say Never (2011)
- Straszny film 5 (2013)
- Hands of Stone (2016)